# Calyxochaetus furcatus
Calyxochaetus furcatus är en tvåvingeart som först beskrevs av Van Duzee 1929.  Calyxochaetus furcatus ingår i släktet Calyxochaetus och familjen styltflugor. Inga underarter finns listade i Catalogue of Life.